# لجنة الجامعات الوطنية
لجنة الجامعات الوطنية (بالإنجليزية: National Uniervsities Commission)‏ ويختصر على (NUC) هي هيئة تابعة لحكومة جمهورية نيجيريا الفدرالية أسست سنة 1962م لتشرف على شؤون الجامعات النيجيرية. وهي هيئة خاضعة لوزارة التعليم نيجيريا. هناك مجلس يشرف على هذه اللجنة ويرأسها حالياً شيهو غلادنتثي.

## تاريخ
تأسست لجنة الجامعات الوطنية في عام 1962 كوكالة استشارية في مكتب مجلس الوزراء. و في عام 1974، أصبحت هيئة قانونية وتم تعيين أول سكرتير تنفيذي في شخص البروفيسور جبريل أمينو. على مر السنين، تحولت اللجنة من مكتب صغير في مكتب مجلس الوزراء إلى ذراع مهم للحكومة في مجال تطوير وإدارة التعليم الجامعي في نيجيريا.
تحت إشراف جبريل أمينو كسكرتير، أنشأت اللجنة مكتبًا خارجيًا لتنسيق تعيين الموظفين للجامعات المنشأة حديثًا. بين عامي 1975 و 1998م، نمت مشاركة هذه اللجنة في إدارة الجامعات تدريجياً، وأصبحت مؤثرة في تعيين رؤساء وأعضاء مجالس إدارة الجامعات وأدارت إنشاء كليات وعروض دورات جديدة. عام 1985م، كانت تتحمل مسؤوليات إضافية لوضع معايير أكاديمية دنيا وفحص عروض الدورات التدريبية في الجامعات.

### من أهداف اللجنة الرئيسة
1. تقديم المشورة التنفيذية بشأن الاحتياجات المالية للجامعات.
2. تنسيق تطوير الجامعات في نيجيريا.
3. تخصيص وصرف التمويل الحكومي والمساعدات الخارجية للجامعات.
4. تنفيذ الأبحاث والاستشارات حول الموضوعات المتعلقة بتطوير التعليم العالي في نيجيريا.
5. تقديم المشورة التنفيذية بشأن إنشاء مؤسسات منح الدرجات العلمية.
6. تقديم المشورة للحكومة بشأن إنشاء كليات داخل الجامعات النيجيرية والأقسام.

## وظيفة
تقوم هذه اللجنة بوظائف يمكن تلخيصها فيما يلي:
1. منح الموافقة لجميع البرامج الأكاديمية التي تعمل في الجامعات النيجيرية
2. منح الموافقة على إنشاء مؤسسات التعليم العالي التي تقدم برامج للحصول على درجات علمية في الجامعات النيجيرية؛
3. العمل على ضمان الجودة لجميع البرامج الأكاديمية المقدمة في الجامعات النيجيرية
4. قناة لجميع الدعم الخارجي للجامعات النيجيرية.[4]

## المدراء
| رقم | اسم             | فترة               |
| --- | --------------- | ------------------ |
| 1   | أوكوي أريكبو    | 1962- 1969م        |
| 2   | جبريل أمينو     | 1975-1979م         |
| 3   | إبيل غوباديا    | 1971-1981م (ممثلاً) |
| 4   | يحيى علي        | 1981-1986م         |
| 5   | إدريس عبدالقادر | 1986-1996م         |
| 6   | مُنزلِي جبريل     | 1996-1999م         |
| 7   | بيتر أوكيبوكولا | 1999-2006م         |
| 8   | جيليوس أوكوجي   | 2006-2016م         |
| 9   | أبوبكر رشيد     | 2016 -             |